# Raúl Torrente
Raúl Torrente (San Javier, España, 1 de marzo de 2001) es un futbolista español que juega de defensa en el G. N. K. Dinamo Zagreb de la Primera Liga de Croacia.

## Trayectoria
Tras formarse como futbolista en las categorías inferiores del F. C. Cartagena y del Mar Menor F. C., finalmente en 2018 debutó con el primer equipo murciano contra el Club Deportiva Minera. Posteriormente pasó a la disciplina del Granada C. F., jugando en el equipo juvenil. En 2020 subió al segundo equipo, llegando a debutar el 8 de noviembre de 2020 contra el Córdoba C. F. Un año después, el 1 de noviembre de 2021, hizo su debut con el primer equipo en la Primera División contra el Levante U. D. El 26 de noviembre de 2021 debutó como titular en Primera División ante el Athletic Club formando pareja de centrales con Germán, en un partido que acabó en empate a dos.
En julio de 2024, después de haber finalizado su contrato con el Granada C. F., fichó por el G. N. K. Dinamo Zagreb.

## Estadísticas

### Clubes
Actualizado al último partido disputado el 5 de noviembre de 2024.
| Club                             | Div.          | Temporada     | Liga  | Liga  | Copas nacionales | Copas nacionales | Copas internacionales | Copas internacionales | Total | Total |
| Club                             | Div.          | Temporada     | Part. | Goles | Part.            | Goles            | Part.                 | Goles                 | Part. | Goles |
| -------------------------------- | ------------- | ------------- | ----- | ----- | ---------------- | ---------------- | --------------------- | --------------------- | ----- | ----- |
| Mar Menor F. C. · España         | 3.ª           | 2017-18       | 2     | 0     | 0                | 0                | ―                     | ―                     | 2     | 0     |
| Mar Menor F. C. · España         | Total club    | Total club    | 2     | 0     | 0                | 0                | 0                     | 0                     | 2     | 0     |
| Club Recreativo Granada · España | 2.ª B         | 2020-21       | 20    | 0     | ―                | ―                | ―                     | ―                     | 20    | 0     |
| Club Recreativo Granada · España | 2.ª F         | 2021-22       | 4     | 0     | ―                | ―                | ―                     | ―                     | 4     | 0     |
| Club Recreativo Granada · España | Total club    | Total club    | 24    | 0     | 0                | 0                | 0                     | 0                     | 24    | 0     |
| Granada C. F. · España           | 1.ª           | 2021-22       | 18    | 0     | 2                | 0                | ―                     | ―                     | 20    | 0     |
| Granada C. F. · España           | 2.ª           | 2022-23       | 2     | 0     | 0                | 0                | ―                     | ―                     | 2     | 0     |
| Granada C. F. · España           | 1.ª           | 2023-24       | 17    | 0     | 0                | 0                | ―                     | ―                     | 17    | 0     |
| Granada C. F. · España           | Total club    | Total club    | 37    | 0     | 0                | 0                | 0                     | 0                     | 39    | 0     |
| Dinamo Zagreb · Croacia          | 1.ª           | 2024-25       | 7     | 2     | 1                | 0                | 3                     | 0                     | 11    | 2     |
| Dinamo Zagreb · Croacia          | Total club    | Total club    | 7     | 2     | 1                | 0                | 3                     | 0                     | 11    | 2     |
| Total carrera                    | Total carrera | Total carrera | 70    | 2     | 3                | 0                | 3                     | 0                     | 76    | 2     |